# برینگتون بزرگ (ماساچوست)
برینگتون بزرگ(به انگلیسی: Great Barrington) شهرکی در شهرستان برکشایر ایالت ماساچوست می‌باشد که در سال ۱۷۶۱ بنیان‌گذاری شده‌است. این شهرک در سرشماری سال ۲۰۱۰ میلادی، ۷٬۱۰۴ نفر جمعیت داشته‌است.